# Acelomate
Acelomatele (Acoelomata) este o subdiviziune de nevertebrate metazoare din  grupa triploblastelor (Bilateria) care au mezoderm, dar nu au celom (cavități închise), iar cavitatea primară, blastoceliană, a corpului este umplută cu un țesut special difuz intravisceral, numit parenchim. Restul metazoarelor triploblastice constituie grupa celomate, la care mezodermul formează cavități perechi în lungul tubului digestiv, cavități ce alcătuiesc celomul. În prezent termenul de acelomate și celomate este considerat învechit.
În această subdiviziune sunt cuprinse metazoare inferioare la care a treia foiță embrionară constitutivă, mezodermul, este prezent, însă rămâne într-un stadiu puțin evoluat, fără a ajunge la starea de a forma cavități secundare închise, celomice (există părerea că apariția celomului condiționează și apariția metameriei). Rezultă că acelomatele sunt forme triblastice nemetamerizate.
Odată cu apariția mezodermului, s-a intensificat și procesele de proliferare a mezenchimului care, împreună cu diferitele derivate directe ale foiței mezodermice, au dat țesuturi care au îndepărtat mult endodermul de ectoderm și au  lărgit astfel cavitatea primară, blastoceliană, a corpului, pe care au umplut-o cu un țesut special difuz, numit parenchim. Deci, toate formele cuprinse în subdiviziunea acelomate sunt forme parenchimatoase.
Datorită prezenței unei a treia foițe embrionare, mezodermul, organizația internă la acelomate este mult mai avansată decât la grupele inferioare de metazoare: spongieri și celenterate. La acelomate se conturează un intestin, apare pentru prima dată un sistem excretor, se dezvoltă organe de reproducere permanente, adesea foarte complicate, se conturează și se centralizează net sistemul nervos. Toate aceste organe sunt înglobate în interiorul parenchimului.
Formele cuprinse în subdiviziune acelomatelor au un aspect general viermiform și din această cauză, împreună cu încrengătura anelide (din subdiviziunea celomate) erau  în trecut incluse în așa-numita încrengătură a viermilor. În prezent, acest sistem de clasificare a fost părăsit, însă denumirea comună de vierme a rămas și se folosește adesea în indicarea unor specii oarecare din diferitele încrengături în care au fost împărțiți viermii.
Subdiviziunea acelomate se împarte în următoarele trei grupe (încrengături):
1. Încrengătura Platelminte (Plathelminthes), care cuprinde acelomate puternic turtite   dorso-ventral.
2. Încrengătura Nematelminte (Nemathelminthes), în care formele sînt în general sau în mare parte cilindrice, alungite, ca un fir.
3. Încrengătura Nemerțieni (Nemertini), cu forme alungite, prevăzute cu o trompă retractilă.

Unii autori includ în acelomate și grupe cu loc nesigur în clasificație: priapulide și entoprocte.